# مسابقات جهانی پارا وزنه برداری
مسابقات قهرمانی پاراوزنه برداری جهانی که در گذشته به عنوان مسابقات جهانی پاورلیفتینگ IPC شناخته می‌شد؛ رویدادی است که توسط کمیته بین‌المللی پارا المپیک برگزار می‌شود. این مسابقات برای اولین بار در سال ۱۳۷۳ در اوپسالا، سوئد برگزار شد و پس از آن به صورت ۴ سال یکبار تکرار شد اما از سال ۱۳۹۶ این مسابقات به صورت ۲ سال یکبار برگزار می‌شود. در ابتدا به این مسابقات پاورلیفیتنگ گفته می‌شد اما در ۱۰ آذر ۱۳۹۶ به پاراوزنه برداری جهانی (World Para) تغییر نام داد. این مسابقات یکی از مسابقات اجباری برای به دست آوردن سهمیه پارالمپیک است.

## دوره‌ها
| دوره | سال     | شهر میزبان  | کشور میزبان       | تاریخ                | بیشترین طلاها | دسته‌ها | ورزشکاران |
| ---- | ------- | ----------- | ----------------- | -------------------- | ------------- | ------ | --------- |
| ۱    | 1994 () | اوپسالا     | سوئد              |                      |               | ۱۰     | ۱۳۷       |
| ۲    | 1998 () | دبی         | امارات متحده عربی |                      |               | ۲۰     | ۲۶۹       |
| ۳    | 2002 () | کوالالامپور | مالزی             |                      |               | ۲۰     | ۲۳۴       |
| ۴    | 2006 () | بوسان       | کره جنوبی         | ۳ تا ۱۱ مه           | چین           | ۲۰     | ۳۰۰       |
| ۵    | 2010 () | کوالالامپور | مالزی             | ۲۵ تا ۳۱ ژوئیه       | مصر           | ۲۰     | ۲۹۲       |
| ۶    | 2014 () | دبی         | امارات متحده عربی | ۵ تا ۱۱ آوریل        | نیجریه        | ۲۰     | ۳۳۰       |
| ۷    | 2017 () | مکزیکوسیتی  | مکزیک             | ۲ تا ۸ دسامبر        | چین           | ۲۰     | ۳۳۳       |
| ۸    | 2019 () | نورسلطان    | قزاقستان          | ۱۲ تا ۲۰ ژوئیه       | چین           | ۲۰     | ۴۳۰       |
| ۹    | 2021 () | تفلیس       | گرجستان           | ۲۷ نوامبر - ۵ دسامبر | چین           | ۲۰     | ۴۳۷       |
| ۱۰   | 2023 () | دبی         | امارات متحده عربی | ۲۲ تا ۳۰ اوت         | چین           | ۲۰     | ۴۷۱       |
| ۱۱   | 2025 () | قاهره       | مصر               |                      |               |        |           |

## مدال‌ها
بهترین‌های بزرگسالان (2010-2021)
| رتبه            | کشور                    | طلا | نقره | برنز | مجموع |
| --------------- | ----------------------- | --- | ---- | ---- | ----- |
| ۱               | چین (CHN)               | ۲۳  | ۲۲   | ۱۵   | ۶۰    |
| ۲               | مصر (EGY)               | ۱۹  | ۱۲   | ۱۵   | ۴۶    |
| ۳               | نیجریه (NGR)            | ۱۶  | ۸    | ۷    | ۳۱    |
| ۴               | ایران (IRI)             | ۱۳  | ۱۷   | ۵    | ۳۵    |
| ۵               | روسیه (RUS)             | ۵   | ۶    | ۱۲   | ۲۳    |
| ۶               | اردن (JOR)              | ۴   | ۳    | ۴    | ۱۱    |
| ۷               | اوکراین (UKR)           | ۳   | ۳    | ۷    | ۱۳    |
| ۸               | مکزیک (MEX)             | ۳   | ۲    | ۶    | ۱۱    |
| ۹               | ترکیه (TUR)             | ۲   | ۴    | ۱    | ۷     |
| ۱۰              | تایوان (TPE)            | ۲   | ۰    | ۱    | ۳     |
| ۱۱              | فرانسه (FRA)            | ۲   | ۰    | ۰    | ۲     |
| ۱۱              | مالزی (MAS)             | ۲   | ۰    | ۰    | ۲     |
| ۱۳              | ویتنام (VIE)            | ۱   | ۴    | ۰    | ۵     |
| ۱۴              | بریتانیای کبیر (GBR)    | ۱   | ۲    | ۱    | ۴     |
| ۱۵              | مغولستان (MGL)          | ۱   | ۲    | ۰    | ۳     |
| ۱۶              | یونان (GRE)             | ۱   | ۱    | ۲    | ۴     |
| ۱۷              | الجزایر (ALG)           | ۱   | ۱    | ۱    | ۳     |
| ۱۸              | قزاقستان (KAZ)          | ۱   | ۰    | ۰    | ۱     |
| ۱۹              | عراق (IRQ)              | ۰   | ۲    | ۶    | ۸     |
| ۲۰              | لهستان (POL)            | ۰   | ۲    | ۱    | ۳     |
| ۲۱              | برزیل (BRA)             | ۰   | ۱    | ۲    | ۳     |
| ۲۲              | ازبکستان (UZB)          | ۰   | ۱    | ۱    | ۲     |
| ۲۲              | لیبی (LBA)              | ۰   | ۱    | ۱    | ۲     |
| ۲۴              | استرالیا (AUS)          | ۰   | ۱    | ۰    | ۱     |
| ۲۴              | السالوادور (ESA)        | ۰   | ۱    | ۰    | ۱     |
| ۲۴              | امارات متحدهٔ عربی (UAE) | ۰   | ۱    | ۰    | ۱     |
| ۲۴              | تایلند (THA)            | ۰   | ۱    | ۰    | ۱     |
| ۲۴              | ونزوئلا (VEN)           | ۰   | ۱    | ۰    | ۱     |
| ۲۴              | کوبا (CUB)              | ۰   | ۱    | ۰    | ۱     |
| ۳۰              | آذربایجان (AZE)         | ۰   | ۰    | ۲    | ۲     |
| ۳۰              | اندونزی (INA)           | ۰   | ۰    | ۲    | ۲     |
| ۳۰              | شیلی (CHI)              | ۰   | ۰    | ۲    | ۲     |
| ۳۰              | کلمبیا (COL)            | ۰   | ۰    | ۲    | ۲     |
| ۳۴              | بلاروس (BLR)            | ۰   | ۰    | ۱    | ۱     |
| ۳۴              | سوریه (SYR)             | ۰   | ۰    | ۱    | ۱     |
| ۳۴              | هلند (NED)              | ۰   | ۰    | ۱    | ۱     |
| ۳۴              | هند (IND)               | ۰   | ۰    | ۱    | ۱     |
| مجموع (۳۷ کشور) | مجموع (۳۷ کشور)         | ۱۰۰ | ۱۰۰  | ۱۰۰  | ۳۰۰   |